# Frédéric Ier (roi de Wurtemberg)
Pour les articles homonymes, voir Frédéric Ier de Wurtemberg et Frédéric Ier.
Frédéric II de Wurtemberg, né à Treptow an der Rega le 6 novembre 1754 et mort le 30 octobre 1816 à Stuttgart, est duc de Wurtemberg de 1797 à 1803, électeur en 1803, puis roi de Wurtemberg sous le nom de Frédéric Ier de 1805 à sa mort.
Il est le fils aîné de Frédéric-Eugène de Wurtemberg et de Frédérique-Dorothée de Brandebourg-Schwedt. En raison de son obésité et de sa taille de 211 cm, il est surnommé « le gros Frédéric ».

## Biographie

### Prince du Saint-Empire, duc puis prince-électeur
À son avènement en 1797, le Wurtemberg est ruiné par la guerre de la Première coalition contre la République française. Ayant besoin de soutiens internationaux, Frédéric, déjà beau-frère du tsar Paul Ier de Russie — qui a épousé en 1776 sa sœur, la  princesse Sophie-Dorothée — épouse la fille de George III, roi de Grande-Bretagne, Charlotte, née en 1766.
Pendant la guerre de la Deuxième coalition, en 1800, l'invasion du Wurtemberg par l'armée française de Jourdan amène Frédéric à se réfugier à Vienne. En 1801, par le traité de Lunéville, il cède la principauté de Montbéliard à la France. En échange, il reçoit Ellwangen. Par le recès d'Empire voulu par Napoléon, l'empereur François II le nomme prince-électeur du Saint-Empire romain germanique le 22 février 1803.
Napoléon souhaite faire des États d'Allemagne du sud des États tampons entre le France et l'Autriche.
Pendant la campagne d'Allemagne de 1805, Frédéric se rallie à la France qui lui promet d'élever son électorat au rang de royaume, et combat aux côtés de Napoléon contre l'empereur François, son ancien suzerain. Il facilite le passage de l'armée française à travers ses États pendant la campagne d'Ulm.
Par édit du 6 décembre 1805, il annexe les domaines de l'ordre teutonique et de l'ordre de Saint-Jean de Jérusalem à ses États. Par le traité de Brünn signé le 11 décembre 1805 par Talleyrand pour la France et le baron de Normann-Ehrenfels pour le Wurtemberg, Napoléon s'engage à lui faire reconnaître le titre de roi de Wurtemberg, à le dégager de tout lien de vassalité envers le Saint Empire et à lui donner plusieurs territoires pris à l'Autriche. Ces transformations sont reconnues par l'empereur d'Autriche au traité de Presbourg le 26 décembre 1805.

### Roi de Wurtemberg

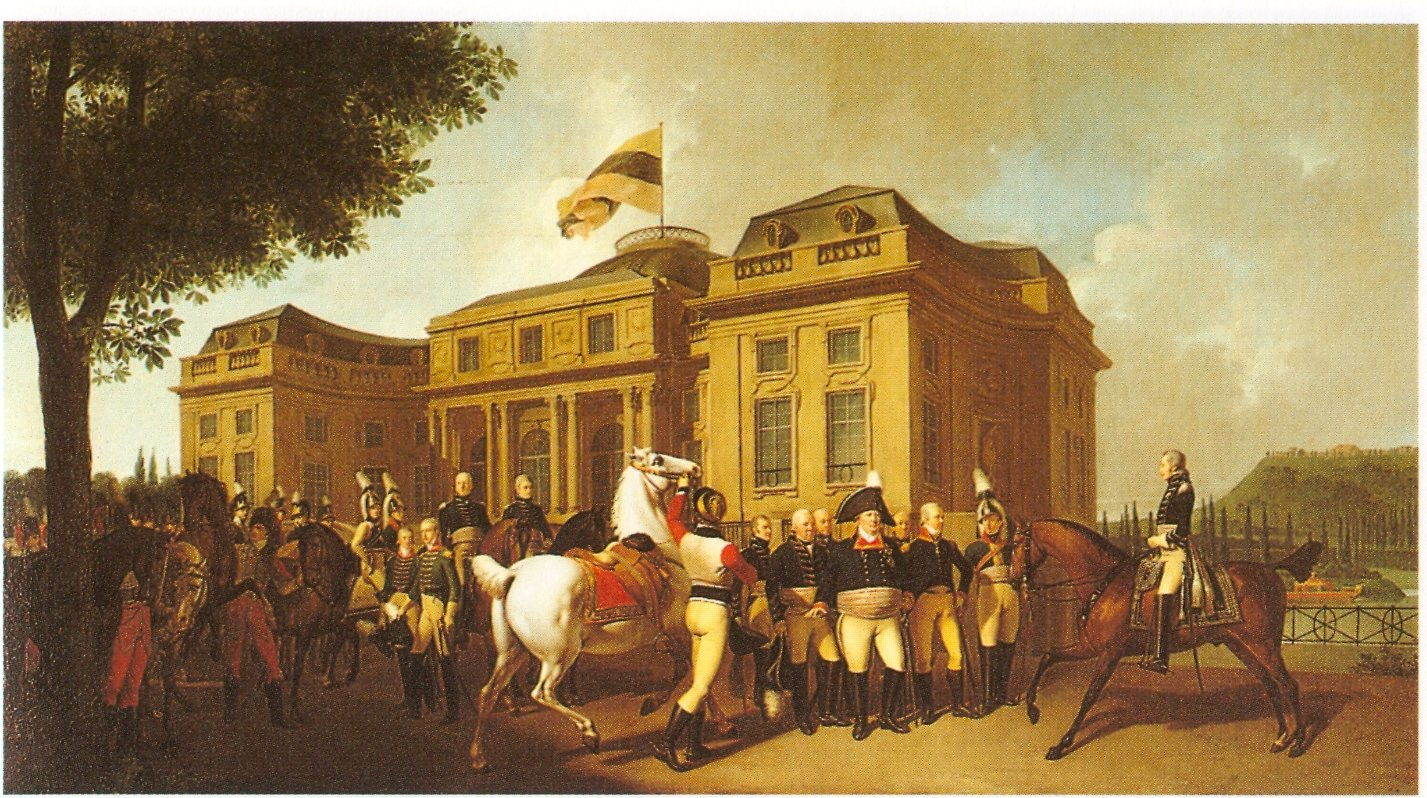
Frédéric devant le château Monrepos à Ludwigsburg. Toile de, 1803.

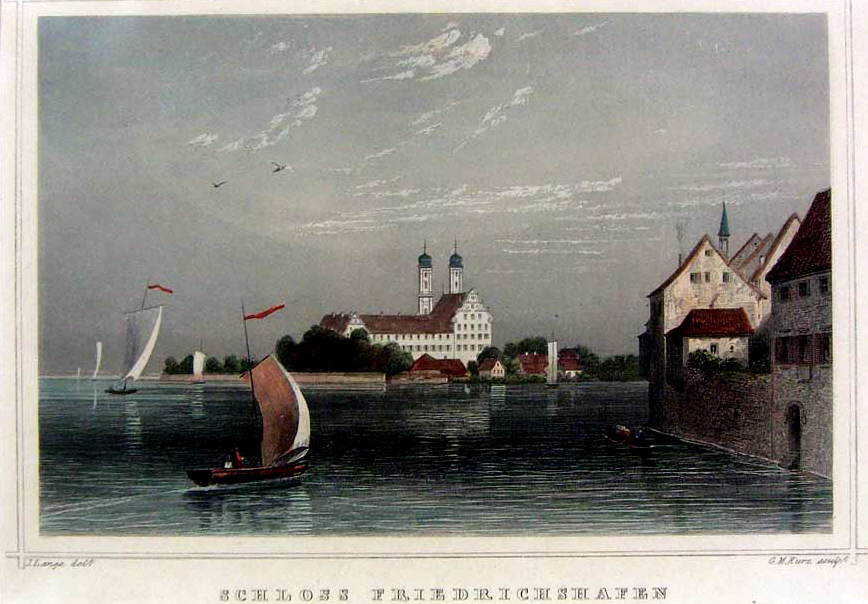
Le port de Friedrichshafen (Buchhorn) sur le lac de Constance, agrandi sous le règne de Frédéric Ier. Estampe du XIXe siècle.

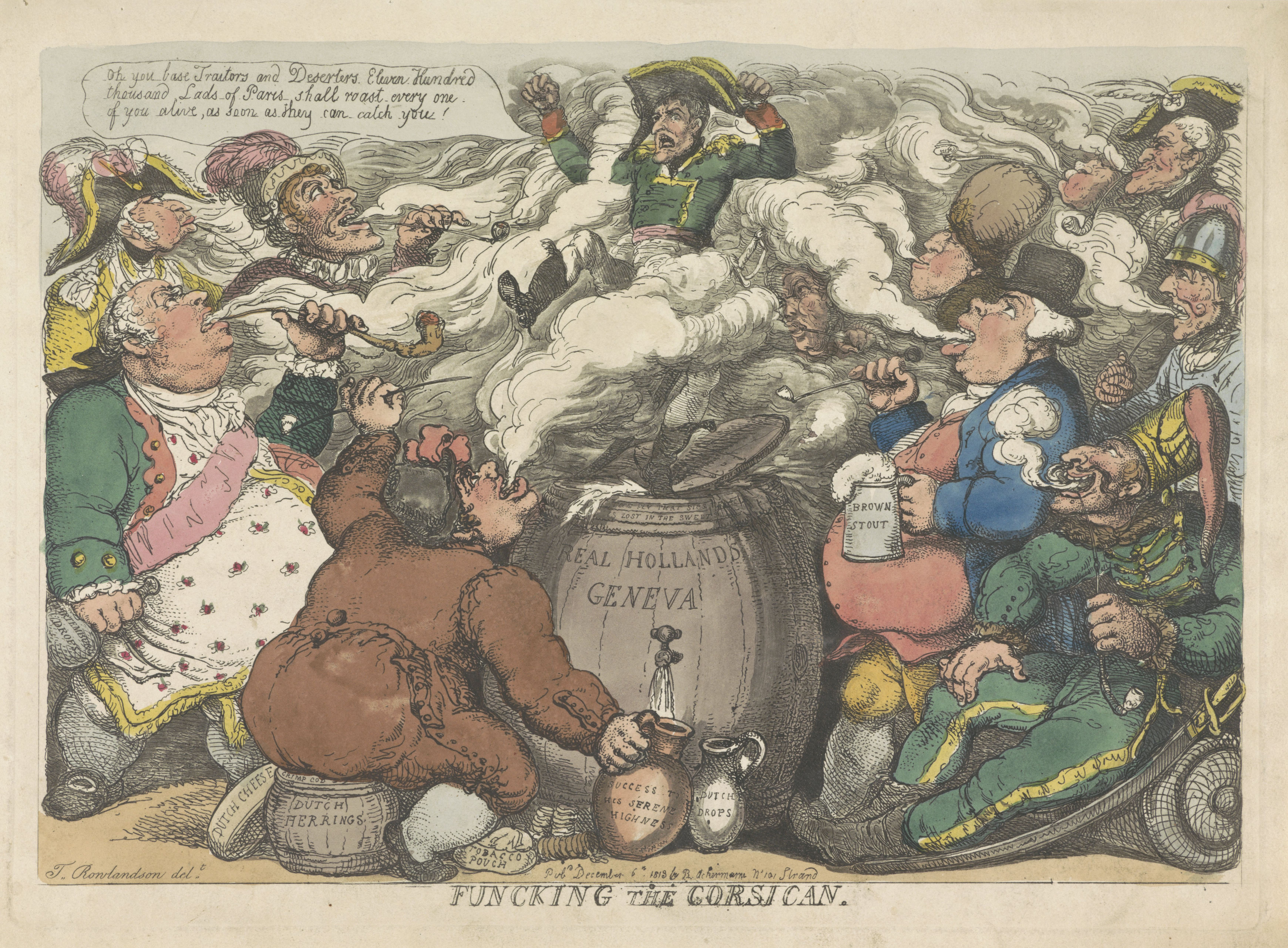
Napoléon abandonné par ses alliés dont le gros roi de Wurtemberg (à gauche), la Hollande, la Bavière et l'Autriche. Caricature britannique de Thomas Rowlandson, décembre 1813.

Le couronnement du nouveau roi de Wurtemberg a lieu dès le 1er janvier 1806 à Stuttgart ; il prend le nom de Frédéric Ier. En 1806, le Wurtemberg rejoint la confédération du Rhin présidée par Napoléon. Le pays est réorganisé par une administration rigoureuse.
Le 18 mars 1806, le roi promulgue une constitution. Le 3 juin, il signe un traité de délimitation des frontières avec le royaume de Bavière. Le 16 octobre, il déclare la guerre à la Prusse et se joint à la France dans la campagne de Prusse et de Pologne. Le 31 octobre, il proclame la liberté de culte pour toutes les confessions chrétiennes. En janvier 1807, il se réconcilie avec son frère Ferdinand, général de l'armée autrichienne, qui quitte le service de l'Autriche pour revenir en Wurtemberg.
Le 22 août 1807 à Paris, Frédéric Ier marie sa fille Catherine au jeune frère de Napoléon Ier, Jérôme Bonaparte, tout juste promu roi de Westphalie. Pour parachever son alliance avec l'empereur des Français — sans pour autant choisir une Bonaparte ou une Beauharnais —, il marie son fils en 1808 à Caroline-Auguste de Bavière, sœur de la princesse Amélie-Auguste, épouse depuis 1806 du prince Eugène, fils de Joséphine de Beauharnais, fils adoptif de Napoléon et vice-roi d'Italie.
En 1809, le roi se joint à Napoléon dans la guerre contre l'Autriche. Il doit faire face à une révolte contre la conscription dans le district de Mergentheim, ancien domaine de l'ordre teutonique, conduite par des officiers et sous-officiers du régiment autrichien Hoch- und Deutschmeister, et à des troubles dans le Vorarlberg.
Le 10 juin 1810, par un nouveau traité des limites, le roi obtient la cession de territoires pris à la Bavière. Il se joint au blocus continental en interdisant l'importation de marchandises britanniques. Le 12 novembre 1811, il divise son royaume en 12 départements, et le 10 décembre, il fixe le statut de l'université de Tübingen ; le 30 septembre 1812, il y ajoute la création d'une université catholique à Ellwangen.
Pendant la campagne de Russie de 1812, l'armée wurtembergeoise doit fournir 12 000 soldats dont seulement quelques centaines reviennent au pays.
Toujours allié de Napoléon au début de la campagne d'Allemagne de 1813, il change de camp et se rallie à la coalition après la bataille de Leipzig. L'armée wurtembergeoise, commandée par le prince héritier Guillaume, participe à l'invasion de la France en 1814. L'armée wurtembergeoise forme le 7e corps de l'armée coalisée : de 12 000 hommes au début de 1814, il passe à 25 000 à la fin de la guerre ; le Wurtemberg est la principauté allemande qui fournit proportionnellement les plus grands efforts dans cette guerre.
Frédéric obtient la reconnaissance de son titre de roi lors du congrès de Vienne et réussit à conserver l'essentiel des possessions que son alliance avec Napoléon lui avait acquises. Cependant, l'application de la constitution donne lieu à des dissensions entre le roi et les états de Wurtemberg (de).
Il meurt à Stuttgart le 30 octobre 1816, à l'âge de 61 ans. Son fils aîné Guillaume (Wilhelm) lui succède.
Frédéric Ier de Wurtemberg appartient à la première branche dite branche aînée de la maison de Wurtemberg.

### Mariages et descendance
Frédéric Ier de Wurtemberg épouse à Brunswick, le 15 octobre 1780 Augusta de Brunswick-Wolfenbüttel (1764-1788), première des sept enfants de Charles-Guillaume-Ferdinand de Brunswick-Wolfenbüttel et d'Augusta-Charlotte de Hanovre, sœur de George III de Grande-Bretagne.
Quatre enfants sont nés de cette union :
- Guillaume Ier (1781-1864), roi de Wurtemberg de 1816 à 1864 ;
- Catherine de Wurtemberg (1783–1835), en 1807 elle épouse le plus jeune frère de Napoléon Ier, Jérôme Bonaparte (maison Bonaparte), roi de Westphalie ;
- Sophie de Wurtemberg (1783–1784) ;
- Paul-Charles de Wurtemberg, (1785–1852), duc de Wurtemberg.

Veuf, Frédéric Ier de Wurtemberg épouse à Londres, le 18 mai 1797 Charlotte du Royaume-Uni (1766–1828), fille de George III du Royaume-Uni.
Seule une fille mort-née à Stuttgart, le 26 avril 1798 et non prénommée, est issue de ce second mariage.

## Divers
Amateur de poires, il demande à Jean-Baptiste Van Mons de donner son nom à une nouvelle variété qu'il appréciait particulièrement. La poire Frédéric de Wurtemberg naquit ainsi vers 1813.